# Alžběta Petrovna
Alžběta Petrovna (rusky Елизавéта Петpóвна, Jelizavěta Petrovna; 18. prosincejul./ 29. prosince 1709greg., Moskva – 25. prosince 1761jul./ 5. ledna 1762greg. tamtéž) byla ruská carevna v letech 1741–1762.

## Mládí a nástup k moci
Alžběta se narodila v Moskvě v roce významného vítězství ruských vojsk u Poltavy jako druhé dítě cara Petra Velikého a jeho druhé manželky Kateřiny. Dokud nezemřel její otec a brzy po něm matka, žila Alžběta vesele u dvora, bavila se vyjížďkami na koni a tancem. Byla to velmi pozoruhodná žena, měla krásnou postavu, hnědé oči a husté rezavé vlasy. Na „benátské krasavici“ poněkud vadil jen nos, malý a trochu rozpláclý, z tohoto důvodu ji malíři nesměli malovat z profilu. Tento malý nedostatek ovšem vysoce převážilo kouzlo její osobnosti a povahové vlastnosti – k lidem byla laskavá, snášenlivá a mírná.
Otec a matka chystali její sňatek s francouzským králem Ludvíkem XV., ale sešlo z toho, neboť vrtkavému versailleskému dvoru začalo vadit, že je narozená v nezákonném svazku: Petr I. a Kateřina uzavřeli oficiální sňatek až roku 1712, kdy už měli dvě dcery. Nakonec se zasnoubila s lübeckým biskupem Karlem Augustem (1706–1727) z Oldenburské dynastie. Svatba ale musela být odložena kvůli onemocnění a posléze úmrtí její matky. O 13 dní později podlehl neštovicím také ženich Karel August; Alžběta se pak již nikdy neprovdala.
Alžbětin život, který byl do té doby bez jediného mráčku, se po smrti carevny Kateřiny změnil k horšímu, když nastala doba palácových převratů. Místo Petrových a Kateřininých dcer Anny Petrovny a Alžběty Petrovny byla na trůn dosazena Petrova neteř Anna Ivanovna, za jejíž vlády zůstaly dveře k dvorskému dění před Alžbětou zavřené, a málem ji donutili stát se jeptiškou.
Anna Leopoldovna, regentka nástupce Anny Ivanovny Ivana VI., měla v úmyslu Alžbětu úplně odstranit z Ruska, chtěla ji provdat za Ludvíka Brunšvického. Ale doba ponižování a urážek náhle skončila roku 1741, kdy byla po dalším palácovém převratu Alžběta dosazena na ruský trůn.

## Vláda

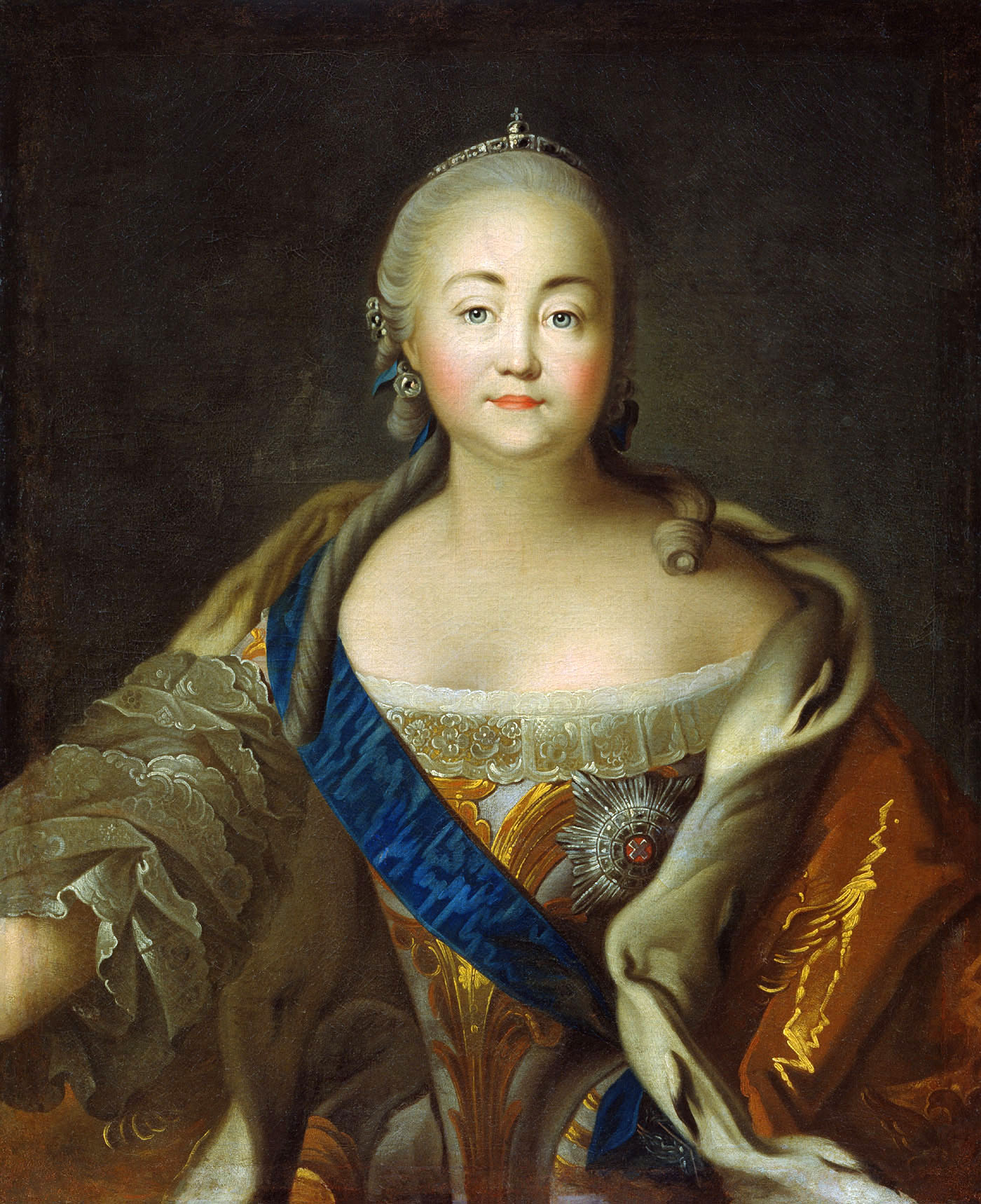
Alžběta okolo roku 1750

Pro Alžbětu je typické, že jakmile nastoupila na trůn, projevila jistou velkodušnost tím, že odsouzencům prominula trest smrti. Omilostnila velmože Annou Ivanovnou odsouzené na smrt a za „temné zločiny Lopuchinových“ se rovněž odměnila „milosrdenstvím“: hlavním viníkům byl místo vpletení do kola „jen“ vyříznut jazyk, byli zbičováni důtkami a poslání do vyhnanství.
Neměla představu o velikosti své říše, když nastoupila na carský trůn, vypravila štábního furýra Šachturova na Kamčatku, aby odtud k její korunovaci přivezl šest krásných domorodých panen. Její vyslanec se zpět do hlavního města vrátil po šesti letech, čtyři roky po korunovaci.
Už na samém počátku své vlády prohlásila, že se navrací k politice svého otce Petra I. Obnovila například původní pravomoci jím založeného Senátu a vrátila mu titul „Vládnoucí“; obnovila také činnost Hornického a Manufakturního kolegia a Hlavního magistrátu. Zároveň zrušila Kabinet ministrů, založený Annou Ivanovnou.
Za Alžběty se skutečně zlepšila hospodářská situace v Rusku, k čemuž nemálo přispělo zrušení vnitrostátních celních poplatků a nevýznamných daní, brzdících rozvoj všeruského trhu. Je pozoruhodné, že svým výnosem z roku 1742 odsoudila elitářství a stanovila spravedlivé zásady přidělování úřadů, přičemž ovšem měla zavřené oči, pokud se to týkalo jejich příbuzných a blízkých přátel. Její oblíbenci, např. I. I. Šuvalov a A. G. Razumovskij (s ním prý byla dokonce tajně zasnoubená) získávali snadno stále vyšší pocty.
V zahraniční politice se také projevovaly mnohé změny: hlavní z nich spočívala v tom, že dosud proklamovanou profrancouzskou orientaci nahradilo spojenectví s Rakouskem proti sílícímu Prusku. V důsledku toho vstoupilo Rusko do sedmileté války. Konečně pak do období dvacetileté vlády Alžběty Petrovny neodmyslitelně patří i „renesance kultury“, kdy např. došlo k otevření moskevské univerzity (1755), umělecké akademie a k celkovému rozkvětu kultury a vědy.
Postupem let se Alžběta stále méně zabývala státními záležitostmi. V posledních letech své vlády věnovala pozornost hlavně dobrému jídlu, ráda a hodně pila tokajské víno i likéry, celé hodiny si zkoušela šperky, boty a drahocenné toalety. Jen šatů měla v garderobě patnáct tisíc. Carevna byla stále více náladová, měla nemocné srdce, trápila ji dušnost, ortostatická hypotenze a otoky nohou, patrně trpěla i depresemi. Mnohdy celý měsíc nenašla čas, aby podepsala státní dokumenty. Roku 1761 jí přinesli k podpisu dávno odsouhlasenou mezinárodní smlouvu, na níž chyběl jen carevnin podpis. Carevna si zhluboka povzdechla, napsala prvá tři písmena a na špičku pera jí usedla vosa. Ve zlosti pero odhodila a teprve za půl roku ji dvořané přemluvili k dokončení podpisu.[zdroj⁠?!]

## Smrt
Alžběta I. trpěla v posledních letech života onemocněním srdce a oběhové soustavy. Zemřela 5. ledna 1762 na mozkovou mrtvici, jako jedna z nejoblíbenějších panovnic v dějinách Ruska. Pohřbena je v Petropavlovském chrámu v Petrohradě. Nástupcem bezdětné carevny se stal jediný syn její starší sestry Anny Petrovny, Petr III.